# Johanna Elsig
Johanna Elsig (Düren, 1º novembre 1992) è un'ex calciatrice tedesca, di ruolo difensore.
Dopo aver giocato in patria per oltre dieci anni, prima nel Bayer Leverkusen con il quale si mette in luce venendo premiata con la Fritz-Walter-Medaille d'oro nel 2011, per poi diventare bandiera del Turbine Potsdam, toccando quota cento presenze in Frauen-Bundesliga nella stagione 2018-2019, chiude la carriera in Francia vestendo la maglia del Montpellier per due stagioni prima di annunciare il suo ritiro nell'estate 2024. Ha inoltre vestito la maglia della nazionale tedesca a tutti i livelli, conquistando un Europeo under 17 e uno under 19, collezionando 15 presenze complessive e disputando il Mondiale di Francia 2019 con la nazionale maggiore.

## Carriera

### Club
Elsig ha giocato fino al 2009 (assieme alla Jugend maschile; dalla C-Jugend con un permesso speciale) per l'FC Düren-Niederau, il club locale della città della Renania Settentrionale-Vestfalia dove nasce e cresce con la famiglia.
Nell'estate 2009 viene ingaggiata dal Bayer Leverkusen e aggregata fin dalla sua prima stagione alla squadra titolare che disputa la 2. Frauen-Bundesliga, secondo livello del campionato tedesco femminile di calcio. Al termine del campionato festeggia assieme alle compagne la promozione in Bundesliga, dove ha esordito il 15 agosto 2010, alla 1ª giornata di campionato, nella sconfitta per 9-0 subita in trasferta con il 2001 Duisburg. Il 5 settembre 2010 (4ª giornata), ha segnato il suo primo gol in Bundesliga, nell'incontro casalingo vinto per 3-2 contro il Wolfsburg, con la rete che al 71' porta il risultato sul parziale di 2-1.

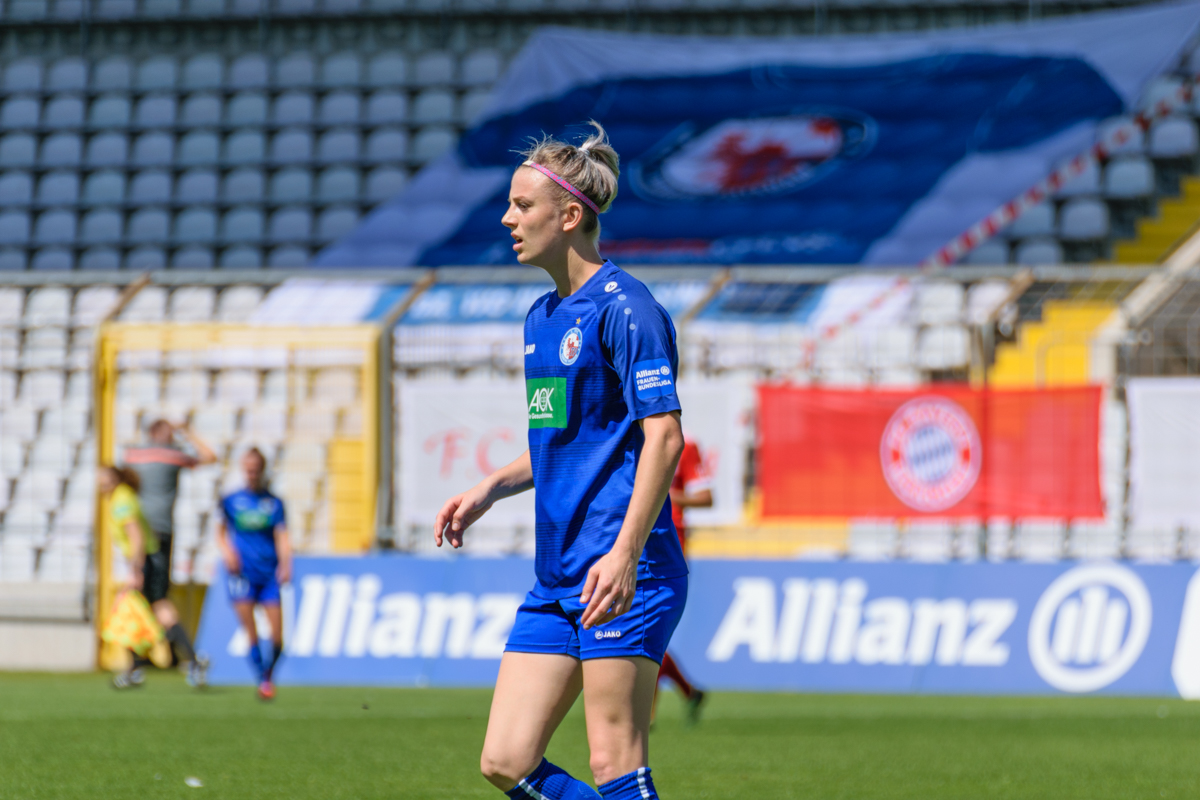
Elsig con la tenuta del nel 2018.

L'11 maggio 2012 il Turbine Potsdam annuncia che Elsig ha sottoscritto con la società un contratto triennale e che vestirà la maglia del club di Potsdam dalla stagione entrante. Il 28 maggio 2012, durante un'azione di gioco, subisce la rottura del legamento crociato nell'ultima partita del campionato 2011-2012, costringendola a fare una lunga pausa.
Dopo aver inizialmente giocato due partite con il Turbine Potsdam II, la squadra riserve, ha esordito in Frauen-Bundesliga il 28 aprile 2013, alla 20ª giornata di campionato, rilevando Pauline Bremer a pochi minuti dal termine dell'incontro casalingo vinto 3-0 sulla sua ex sqyadra.
Nella stagione 2013-2014, Elsig, che può essere utilizzata come difensore centrale o centrocampista difensivo, diventa titolare irremovibile del Turbine e raggiungendo con la sua squadra le semifinali di Champions League prima di essere eliminata dal Wolfsburg, vincitrice dell'incontro di ritorno, che poi si aggiudicherà anche il trofeo continentale battendo in finale le svedesi del Tyresö FF.
Poco prima dell'inizio della stagione 2015-2016 ha subito un'altra lesione del legamento crociato, questa volta al ginocchio sinistro. È tornata in Bundesliga a maggio 2016 riuscendo a marcare altre 3 presenze in campionato.
Con il Turbine Potsdam Elsig raggiunge il traguardo delle 100 presenze in campionato il 28 aprile 2019, alla 20ª giornata di Frauen-Bundesliga 2018-2019, nell'incontro pareggiato 1-1 con il Bayer Leverkusen, rimanendo legata alla società fino al termine della stagione 2020-2021, congedandosi dal club di Potsdam con un tabellino personale di 137 presenze e 21 reti nella Bundesliga femminile.
Nel luglio 2021 decide di trasferirsi all'estero per la prima volta in carriera, sottoscrivendo un contratto con il Montpellier per la stagione entrante. A disposizione del tecnico Yannick Chandioux fa il suo debutto in Division 1 Féminine con la nuova maglia il 28 agosto 2021, alla 1ª giornata di campionato, nell'incontro vinto in trasferta 2-1 sul Digione. Alla sua prima stagione Chandioux le concede piena fiducia, ricoprendo da subito titolare nel ruolo di centrale, tuttavia da marzo 2022 si rende indisponibile a causa di una serie di infortuni che la allontanano dal terreno di gioco fino a gennaio 2023 Nella 2022-2023 fa solo brevi apparizioni in campionato e, dopo essere rimasta senza club dal luglio 2023, annuncia la conclusione della sua carriera da giocatrice il 17 luglio 2024.

### Nazionale
Elsig inizia ad essere convocata dalla Federcalcio tedesca (DFB) fin dal 2007, chiamata a rappresentare il proprio paese nelle nazionali giovanili, inizialmente con la Under-15 con la quale debutta l'11 aprile, nel Buckinghamshire, nel vittorioso incontro per 2-0 con le pari età dell'Inghilterra; seguirono altre quattro partite internazionali nel 2007. Il 30 ottobre di quello stesso anno debutta anche con la maglia dell'Under-16, nell'incontro vinto 7-0 sulla Francia a Wiesloch, dove va anche a segno per due volte, le sue prime reti internazionali. Con quest'ultima formazione ha giocato altre sette partite, le ultime quattro durante l'edizione 2008 della Nordic Cup.
Sempre del 2008 è la sua prima convocazione in Under-17, chiamata dal responsabile Ralf Peter in occasione delle qualificazioni all'edizione 2009 dell'Europeo di categoria, il secondo organizzato dalla Union of European Football Associations (UEFA) per quella fascia d'età, dove debutta il 16 settembre, nell'incontro vinto per 11-0 sulla Serbia. Peter la impiega in tutti gli otto incontri del torneo, dove la Germania supera agevolmente le due fasi di qualificazione e dove Elsig segna la sua prima rete con le U-17, quella che apre le marcature nell'11-0 inflitto alla Bulgaria, accedendo alla fase finale, giocata in Svizzera al Centre sportif de Colovray di Nyon. In quest'ultima fase, dove in finale Elsig indossa la fascia di capitano, la sua nazionale supera prima la Francia per 4-1 affrontando poi la Spagna e conquistando il suo secondo titolo battendo le avversarie con il risultato di 7-0, con Elsig che al 67' segna su rigore la rete del parziale 6-0.
L'anno successivo entra in rosa con la formazione Under-19, chiamata dal tecnico Maren Meinert per l'amichevole del 27 ottobre 2009 ad Hameln, incontro vinto per 1-0 con le pari età della Svezia. Dopo averla più volte testata in amichevoli, Meinert decide di inserirla nella rosa delle giocatrici che disputano la fase finale dell'Europeo di Macedonia 2010, impiegandola in tre dei quattro incontri giocati dalla Germania, compresa la semifinale persa ai rigori con la Francia, formazione che poi si aggiudicherà il torneo. In quell'occasione Elsig, terza rigorista designata, non fallisce il tiro dagli 11 metri ma le avversarie, sempre a segno, superano le tedesche per il secondo rigore, sbagliato da Valeria Kleiner. Rimasta in fascia d'età, Meinert la chiama anche per il successivo Europeo di Italia 2011, impiegandola solo nella fase finale. Elsig gioca tutti i cinque incontri disputati dalla sua nazionale che, dopo aver chioso al primo posto da imbattuta il girone B, supera prima la Svizzera, per 3-1, in semifinale e battendo con il pesante risultato di 8-1 la Norvegia nella finale dell'11 giugno allo Stadio Romeo Galli di Imola, aggiudicandosi così il suo secondo trofeo continentale personale e il sesto titolo per la U-19 femminile tedesca. Grazie a questo risultato la Germania ha accesso, con una formazione Under-20, al Mondiale di Giappone 2012.
Poco dopo, il 10 agosto 2011, le è stata assegnata la Fritz-Walter-Medaille d'oro per la categoria Juniorinnen dalla Federcalcio tedesca per i suoi eccezionali risultati nella stagione precedente.
Benché Meinert, responsabile anche della Under-20, la impieghi, tra ottobre 2011 e febbraio 2012, in tre incontri amichevoli preparatori al Mondiale di Giappone, l'infortunio del 28 maggio 2012 gli preclude la possibilità di disputare il suo primo torneo mondiale.
Dopo aver sostenuto un test delle prestazioni per la prima volta nel novembre 2013, Elsig ha ricevuto la sua prima convocazione in nazionale maggiore dal commissario tecnico Silvia Neid il 3 giugno 2014, inserita nella rosa delle 21 giocatrici per l'amichevole contro il Canada, senza essere tuttavia impiegata durante l'incontro.
Per il debutto deve attendere quasi tre anni, scendendo in campo per la prima volta il 9 aprile 2017 a Erfurt, rilevando Josephine Henning al 69' nell'amichevole vinta 2-1 con il Canada. Inserita inizialmente dal nuovo CT Steffi Jones nella rosa preliminare delle giocatrici valutate per l'Europeo dei Paesi Bassi 2017, Elsig non trova poi posto nella lista definitiva. Il nuovo CT della nazionale femminile Martina Voss-Tecklenburg ha inserito Elsig nella squadra tedesca per il Mondiale di Francia 2019..

## Statistiche

### Presenze e reti nei club
Statistiche aggiornate al 19 settembre 2021.
| Stagione                | Squadra                 | Campionato              | Campionato | Campionato | Coppe nazionali | Coppe nazionali | Coppe nazionali | Coppe internazionali | Coppe internazionali | Coppe internazionali | Altre coppe | Altre coppe | Altre coppe | Totale | Totale |
| Stagione                | Squadra                 | Comp                    | Pres       | Reti       | Comp            | Pres            | Reti            | Comp                 | Pres                 | Reti                 | Comp        | Pres        | Reti        | Pres   | Reti   |
| ----------------------- | ----------------------- | ----------------------- | ---------- | ---------- | --------------- | --------------- | --------------- | -------------------- | -------------------- | -------------------- | ----------- | ----------- | ----------- | ------ | ------ |
| 2009-2010               | Bayer Leverkusen        | 2BL                     | 3          | 1          | CG              | 3               | 1               | -                    | -                    | -                    | -           | -           | -           | 6      | 2      |
| 2010-2011               | Bayer Leverkusen        | BL                      | 19         | 2          | CG              | 1               | 0               | -                    | -                    | -                    | -           | -           | -           | 20     | 2      |
| 2011-2012               | Bayer Leverkusen        | BL                      | 21         | 3          | CG              | 1               | 0               | -                    | -                    | -                    | -           | -           | -           | 22     | 3      |
| Totale Bayer Leverkusen | Totale Bayer Leverkusen | Totale Bayer Leverkusen | 43         | 6          | -               | 5               | 1               | -                    | -                    | -                    | -           | -           | -           | 48     | 7      |
| 2012-2013               | Turbine Potsdam         | BL                      | 2          | 0          | CG              | -               | -               | UWCL                 | -                    | -                    | -           | -           | -           | 2      | 0      |
| 2013-2014               | Turbine Potsdam         | BL                      | 20         | 7          | CG              | 1               | 0               | UWCL                 | 7                    | 1                    | -           | -           | -           | 28     | 8      |
| 2014-2015               | Turbine Potsdam         | BL                      | 15         | 1          | CG              | 4               | 0               | -                    | -                    | -                    | -           | -           | -           | 19     | 1      |
| 2015-2016               | Turbine Potsdam         | BL                      | 3          | 0          | CG              | -               | -               | -                    | -                    | -                    | -           | -           | -           | 3      | 0      |
| 2016-2017               | Turbine Potsdam         | BL                      | 21         | 2          | CG              | 1               | 1               | -                    | -                    | -                    | -           | -           | -           | 22     | 3      |
| 2017-2018               | Turbine Potsdam         | BL                      | 20         | 3          | CG              | 3               | 1               | -                    | -                    | -                    | -           | -           | -           | 23     | 4      |
| 2018-2019               | Turbine Potsdam         | BL                      | 21         | 4          | CG              | 2               | 1               | -                    | -                    | -                    | -           | -           | -           | 24     | 0      |
| 2019-2020               | Turbine Potsdam         | BL                      | 14         | 3          | CG              | 2               | 0               | -                    | -                    | -                    | -           | -           | -           | 24     | 0      |
| 2020-2021               | Turbine Potsdam         | BL                      | 21         | 1          | CG              | 2               | 1               | -                    | -                    | -                    | -           | -           | -           | 24     | 0      |
| Totale Turbine Potsdam  | Totale Turbine Potsdam  | Totale Turbine Potsdam  | 137        | 21         | -               | 15              | 4               | -                    | 7                    | 1                    | -           | -           | -           | 159    | 26     |
| 2021-2022               | Montpellier             | D1                      | 14         | 0          | CF              | 2               | 0               | -                    | -                    | -                    | -           | -           | -           | 3      | 0      |
| 2022-2023               | Montpellier             | D1                      | 7          | 0          | CF              | 2               | 0               | -                    | -                    | -                    | -           | -           | -           | 9      | 0      |
| Totale Montpellier      | Totale Montpellier      | Totale Montpellier      | 21         | 0          | -               | 4               | 0               | -                    | -                    | -                    | -           | -           | -           | 25     | 0      |
| Totale carriera         | Totale carriera         | Totale carriera         | 201        | 27         | -               | 24              | 5               | -                    | 7                    | 1                    | -           | -           | -           | 232    | 33     |

## Palmarès

### Nazionale
- Campionato d'Europa under 19: 1

2011
- Campionato d'Europa under 17: 1

2009

### Individuale
- Fritz-Walter-Medaille

 Oro 2011